# غلالة (لباس)

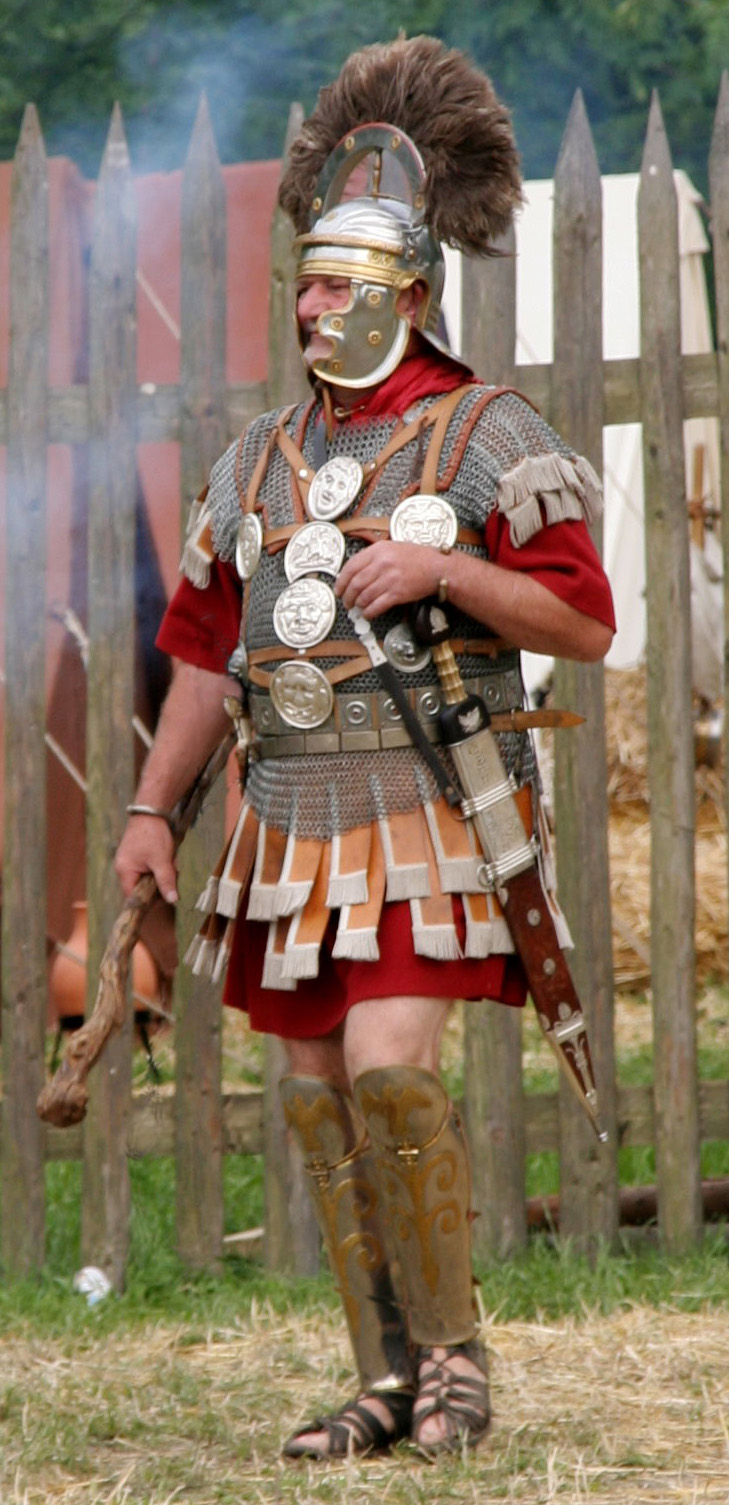
لباس الجندي الروماني.

الغِلالة أو التُّنْك هي نوع من الملابس المختلفة في الطول، فتبدأ من الأكتاف حتى ما بين الأرداف والكاحل. وقد شاع ارتداء الغلالة في روما القديمة بين الرجال والنساء، ويعود أصلها إلى الملابس الإغريقية.
كان الرومانيون المدنيون وغير المدنيين يرتدون الغلالة، لكن المواطنين كانوا يرتدونها تحت التوجة، وخاصة في المناسبات الرسمية. وكان طول الغلالة، ووجود الأشرطة من عدمه، وعرض الأشرطة واتجاهها، كل ذلك كان يحدد حالة لابس الغلالة في المجتمع الروماني. فالجنود والعبيد والحرفيون يرتدون غلالة تصل إلى فوق الركبة بقليل، أما أصحاب الوظائف المدنية فيرتدون غلالة تصل حتى الركبة (إلا إذا كانت الوظيفة تتطلب ركوب الخيل ففي هذه الحالية يرتدون غلالة قصيرة).

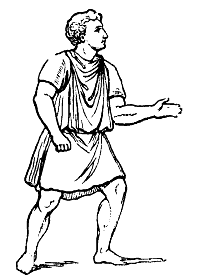
عامل روماني يرتدي غلالة.

## الغلالة اليونانية
كان اليونانويون الإغريق يرتدون الغلالة أيضاً، وكانت تشبه التشيتون إلى حد كبير، الذي كان يشبه السترة. في حضارة الإغريق كانت تتم زخرفة الغلالة التي يرتديها الشخص لتمثل الدولة المدينة التي يعيش فيها. وكانت الغلالة إما بيضاء أو مصبوغة بألوان فاتحة.

## في العصور الوسطى
بعد سقوط الإمبراطورية الرومانية، استمر الناس في ارتداء الغلالة بأطوال مختلفة للأكمام والذيول، وذلك في أنحاء أوروبا خلال العصور الوسطى. وعادة ما كانت تصل إلى الركب أو الكواحل، عادة فوق ملابس تحتية تتكون من قميص ولباس داخلي. وربما يرتدون معها هوس. كانت الغلالة تصنع عادةً من الصوف والكتان، وقد يرتدي الأثرياء غلالةً مصنوعةً من الحرير.
أما الغلالة في العصور الوسطى المبكرة فقد كانت تزين بالزخارف والتطاريز حول الرقبة، وفي الذيول وعند المعاصم. مثل الغلالة التي كان يرتديها الأنجلوسكسونيون الفقراء والأغنياء قبل الغزو النورمندي لإنجلترا على يد ويليام الأول.

## في القرن التاسع عشر
في حوالي 1830 بدأ الأطفال الصغار ارتداء الغلالة المربوطة بالأحزمة على البطن.
وفي أثناء حرب القرم في العقد 1850، علم الجيش البريطاني أن السترات (التي تصل إلى الخواصر) التي كان يرتديها الجنود البريطانيون منذ أيام الحروب النابليونية لم تكن مناسبة للحرب في الظروف الشتوية. فقدموا نوعاً أطول من السترات يصل إلى وسط الأرداف، وسموه "tunic" على غرار "tunica" التي كان يرتديها الجندي الروماني القديم. ثم ما لبث أن أصبح هذا النوع من السترات الزي الرسمي للعديد من الجيوش.

## الغلالة الحديثة
استمر ارتداء الغلالة في الحضارة الغربية في المناسبات الدينية وزيًا موحدًا. ومازالت تستخدم لباسًا للرهبان. الغلالة الدينية تصل إلى الأقدام. يطلق أيضاً اسم غلالة على المعاطف التي يرتديها رجال القوات المسلحة والشرطة، وعادةً ما تكون ضيقة. أما الملابس النسائية الخفيفة فتلبس خاصة للرياضة والتمرينات الرياضية. ويصل طولها عادةً إلى وسط الأرداف، وتسمى غلالة. هناك نوع آخر من الغلالة له أكمام، ولكن هذا النوع نادر الاستخدام.